# Medimno
Medimno (em grego clássico: μέδιμνος; romaniz.: médimnos; plural: μέδιμνοι, médinói) era uma unidade de volume na Grécia Antiga geralmente usada para medir grãos secos. Na Ática, era aproximadamente igual a 51,84 litros, embora este volume fosse frequentemente sujeito a variações regionais, como, por exemplo, o medimno espartano que era aproximadamente igual a 71,16 litros. Um medimno pode ser dividido em diversas unidades menores: o tritaios (um terço), o hekteus (um sexto), o hemiektos (um décimo segundo), o choinix (um quadragésimo-oitavo) e o kotyle (0,27 l.) 